# Shariff Aguak
Shariff Aguak est une ville de 3e classe, capitale de la province de Maguindanao aux Philippines. Selon le recensement de 2010 elle est peuplée de 34 376 habitants.

## Barangays
Shariff Aguak est divisée en 14 barangays.

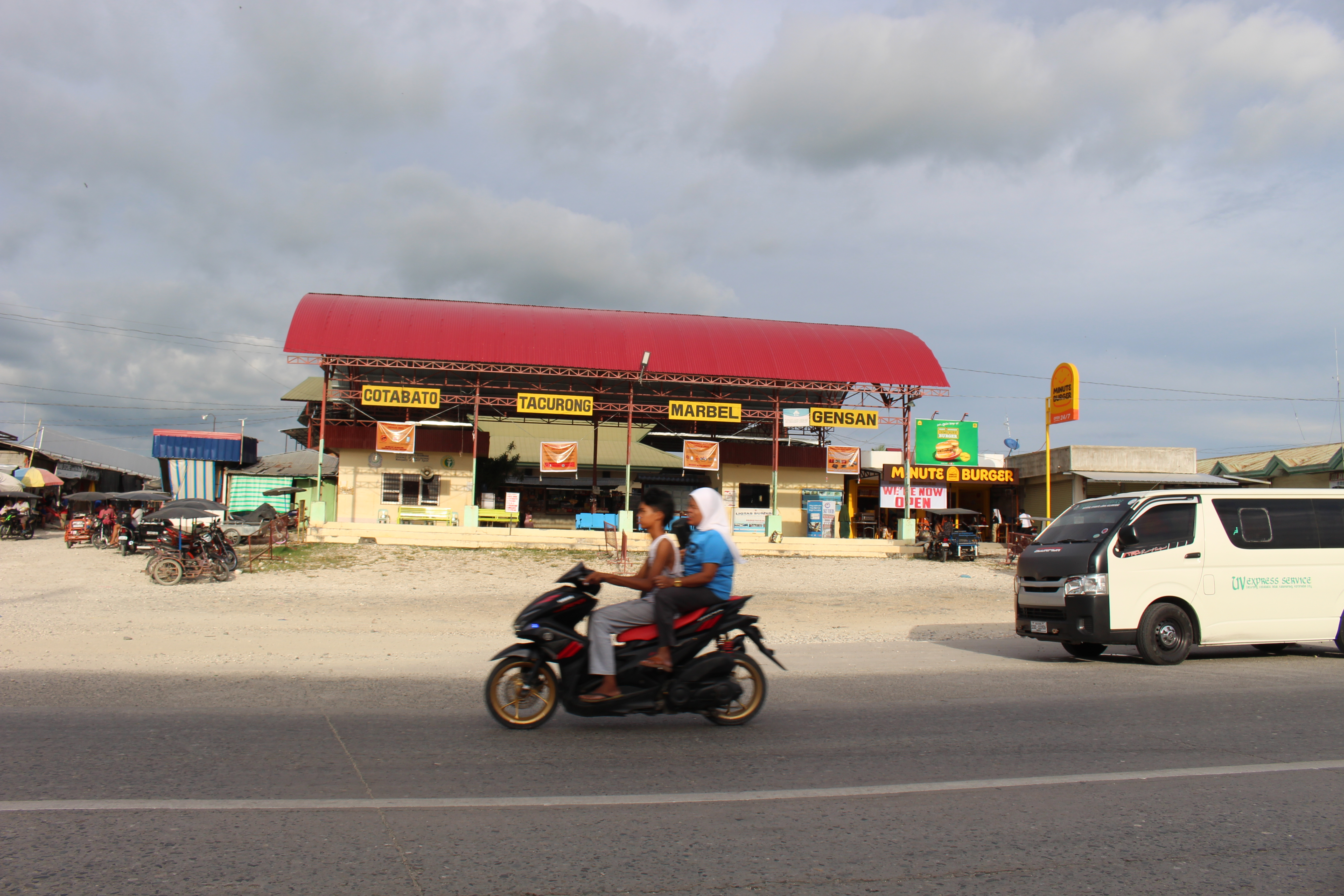
Terminal public à Poblacion

- Bagong
- Bialong
- Kuloy
- Labu-Labu
- Lapok
- Malangog
- Malingao
- Poblacion
- Poblacion 1
- Poblacion 2
- Satan
- Tapikan
- Timbangan
- Tina

## Démographie
| Année | Habitants | Évolution |
| ----- | --------- | --------- |
| 1995  | 36 989    | -         |
| 2000  | 49 531    | 33,91 %   |
| 2007  | 70 340    | 42,01 %   |
| 2010  | 34 376    | -51,13 %  |